# 2014 aux Tonga
Cet article présente les faits marquants de l'année 2014 aux Tonga.

## Évènements

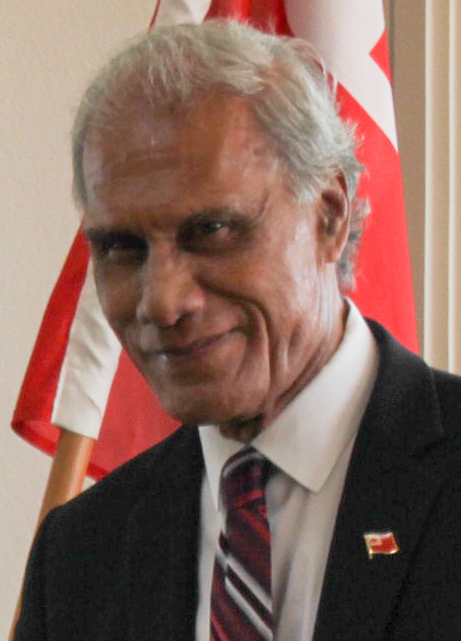
L'élection d'ʻAkilisi Pohiva au poste de premier ministre le 29 décembre marque une étape importante dans le développement de la démocratie aux Tonga.

- 11 janvier : Le cyclone Ian frappe le nord des îles Haʻapai, provoquant la mort d'une personne et d'importants dégâts matériels. La Croix rouge tongienne indique qu'environ 80 % des bâtiments ont été rasés dans les îles affectées[1].

- 24 avril : Décès de Lord Fusituʻa (à l'âge de 87 ans), représentant de la noblesse au Parlement, ancien président du Parlement (de 1990 à 1998), et doyen des nobles du royaume[2].

- 14 juin : Décès du prince Mailefihi Tukuʻaho (né en 1957), membre de la famille royale, ministre de l'Agriculture de 2009 à 2011, capitaine de l'équipe nationale de rugby à sept dans les années 1970[3].

- 12 juillet : Naissance (à l'hôpital d'Auckland) de la princesse Halaevalu Mataʻaho, deuxième enfant du prince héritier Siaosi Manumataongo Tukuʻaho et de son épouse la princesse Sinaitakala Fakafanua[4].

- 25 novembre : Élections législatives[5]. À la suite de ces élections, le 29 décembre, l'Assemblée législative choisit ʻAkilisi Pohiva pour le poste de premier ministre. C'est un moment historique : Pohiva est le dirigeant vétéran du mouvement pour la démocratie. Il est aussi le premier roturier à être élu premier ministre par une Assemblée majoritairement élue par le peuple[6],[7].